# Hiriyavali, Sorab
Hiriyavali là một làng thuộc tehsil Sorab, huyện Shimoga, bang Karnataka, Ấn Độ.